# Santiago Gáspari
Santiago Gáspari, vollständiger Name Luis Santiago Gáspari Vázquez, (* 18. Juli 1994 in Montevideo) ist ein uruguayischer Fußballspieler.

## Karriere
Der 1,84 Meter große Mittelfeld- bzw. Offensivakteur Gáspari spielte 2008 bis 2011 und erneut von 2009 bis 2011 für Juventud Unida de Libertad. Anschließend gehörte er von 2011 bis 2012 dem Nachwuchskader Nacional Montevideos an. Von 2012 bis 2014 und erneut von 2015 bis 2016 stand er wieder in Reihen von Juventud Unida de Libertad. Dazwischen war er 2014 für die Reserve des Club Atlético Rentistas aktiv. 2016 wechselte er zu den Montevideo Wanderers. Dort debütierte er am 17. September 2016 in der Primera División, als er von Trainer Gastón Machado am 4. Spieltag der Spielzeit 2016 beim 1:1-Unentschieden gegen den Racing Club de Montevideo in der Startelf aufgestellt wurde. Während der Saison 2016 kam er zehnmal (ein Tor) in der Liga und zweimal (kein Tor) in der Copa Sudamericana 2016 zum Einsatz. In der laufenden Saison 2017 wurde er bislang (Stand: 12. Februar 2017) in der Liga noch nicht, aber einmal (kein Tor) in der Copa Libertadores 2017 eingesetzt.